# Anton van der Kolk
Anton van der Kolk (Utrecht, 3 mei 1953) is een Nederlands schrijver van kinder- en jeugdliteratuur.  

## Biografie
Van der Kolk was vijftien jaar journalist bij het Utrechts Nieuwsblad, waar hij onder meer schreef over literatuur en muziek. Na een reis naar Costa Rica, waar hij zijn vrouw ontmoette, schreef hij zijn eerste kinderboek. Meerdere van zijn boeken boeken spelen zich af in het Midden-Amerikaanse land, onder andere De ogen van La Negra en De watertijger. 
Hij debuteerde in 1992 bij uitgeverij Van Goor met Een pelikaan op straat. Het boek vertelt over de 6-jarige Marita, die met haar moeder van een klein eiland in Costa Rica naar Nederland verhuist. Het werd bekroond met de Jenny Smelik-IBBY-prijs. Er verschenen nog twee boeken over Marita: De dikke danseres en Een beetje indiaan. De drie boeken werden in 2003 gebundeld onder de titel De grote reis van Marita. 
Naast kinderboeken heeft Anton van der Kolk ook een aantal jeugdboeken geschreven. Amira, prinses van Marokko vertelt over een Nederlandse jongen die verliefd wordt op een meisje van Marokkaanse afkomst in de wijk Lombok in Utrecht. Brieven aan de rattenhemel speelt zich af in een niet nader genoemd Zuid-Amerikaans land, waarin de straatjongen Gabi op zoek gaat naar de familie van zijn vermoorde vriend Ricardo. In Nacht gaan Karen en haar neef Mark op zoek naar wat er in de tweede wereldoorlog met hun opa is gebeurd. Het boek werd genomineerd voor de Vlaamse Kleine Cervantes-jeugdliteratuurprijs.
Anton van der Kolk schreef ook verhalen voor de taalmethodes van Zwijsen: Zin in Taal en Ondersteboven van lezen.